# Walter Marcacci
Walter Marcacci (Castellina Marittima, 21 novembre 1908 – Roma, 28 giugno 1989) è stato un calciatore italiano, di ruolo centrocampista.

## Carriera
Giocò in Serie A con la Lazio. Laureato in Medicina e Chirurgia, diventa in seguito Primario del Reparto Dietologia dell'Ospedale Sant'Eugenio di Roma.